# Régulo Reina
Régulo José Reina Monteverde es un sindicalista y político venezolano. Régulo fue electo como miembro de la Asamblea Nacional Constituyente de 2017 y en 2018 como alcalde del municipio Libertador del estado Monagas. Sin embargo, el Consejo Nacional Electoral no sustituyó una postulación a su favor y no pudo asumir el cargo. En 2020 fue uno de los cuatro constituyentes que salvaron su voto ante la aprobación de la Ley Antibloqueo. Durante la campaña de las elecciones presidenciales de 2024, Reina expresó su apoyo por el candidato opositor Edmundo González. Fue detenido  por fuerzas de seguridad el 18 de julio del mismo año tras organizar un acto de campaña en su apoyo en el estado.

## Carrera
Régulo Reina ha sido sindicalista del sector petrolero. Fue electo como miembro de la Asamblea Nacional Constituyente de 2017 (ANC) por el municipio Libertador del estado Monagas, y en las elecciones municipales de 2018 fue electo como alcalde de dicho municipio. Sin embargo, el Consejo Nacional Electoral (CNE) no sustituyó la postulación del primer apoyo que el Partido Comunista de Venezuela (PCV) le dio a otro candidato y declaró como alcalde encargado a Miguel Presilla.Régulo sostuvo que el CNE ya había admitido el cambio de la postulación, que la boleta de elección mostraba el apoyo del PCV a su candidatura y que "apareció en la pantalla". Expresó que creía que consistía en un error electrónico, le pidió al Consejo rectificarlo y declaró que él era el alcalde electo. Reina no pudo asumir la alcaldía a pesar de ganar las elecciones.
En 2020, el constituyente Telémaco Figueroa denunció que a Régulo Reina y a él se les negó el transporte y la gasolina para trasladarse a Caracas para participar en la sesión de la (ANC) luego de haber expresado su inconformidad con respecto al procedimiento de la Ley Antibloqueo.Régulo Reina fue uno de los cuatro constituyentes que salvaron su voto ante la aprobación de la Ley Antibloqueo, junto con María Alejandra Díaz, Juan Carlos Flores y Telémaco Figueroa.

## Detención
Días después de organizar un acto de campaña en apoyo al candidato presidencial opositor Edmundo González, Régulo fue detenido el 18 de julio de 2024 en su vivienda en el Temblador, estado Monagas, por agentes de la Dirección General de Contrainteligencia Militar (DGCIM) y la policía regional (PoliMonagas). Uno de los funcionarios expresó durante el arresto: "Disparen y mátenlo para que se acabe el peo". Para la fecha fue una de las 72 personas detenidas por estar relacionadas con la candidatura de Edmundo González.La ONG Foro Penal ha documentado más de 100 arrestos relacionados con la campaña opositora. Posteriormente y durante su traslado a la delegación de la Policía Nacional Bolivariana, llamó a votar por Edmundo en las elecciones presidenciales del mismo año.
Su detención ha sido denunciada y condenada por partidos y líderes opositores en el país, incluyendo el Comité de Derechos Humanos de Vente Venezuela; el Partido Comunista de Venezuela; y César Pérez Vivas, ex precandidato presidencial por el partido COPEI.El movimiento «Frente Social Los Hijos del Municipio» exigió su liberación, responsabilizando tanto al gobernador como al alcalde.La organización no gubernamental PROVEA denunció la persecución en contra de dirigentes sindicales después del arresto de Régulo.